# 宮津市代替バス

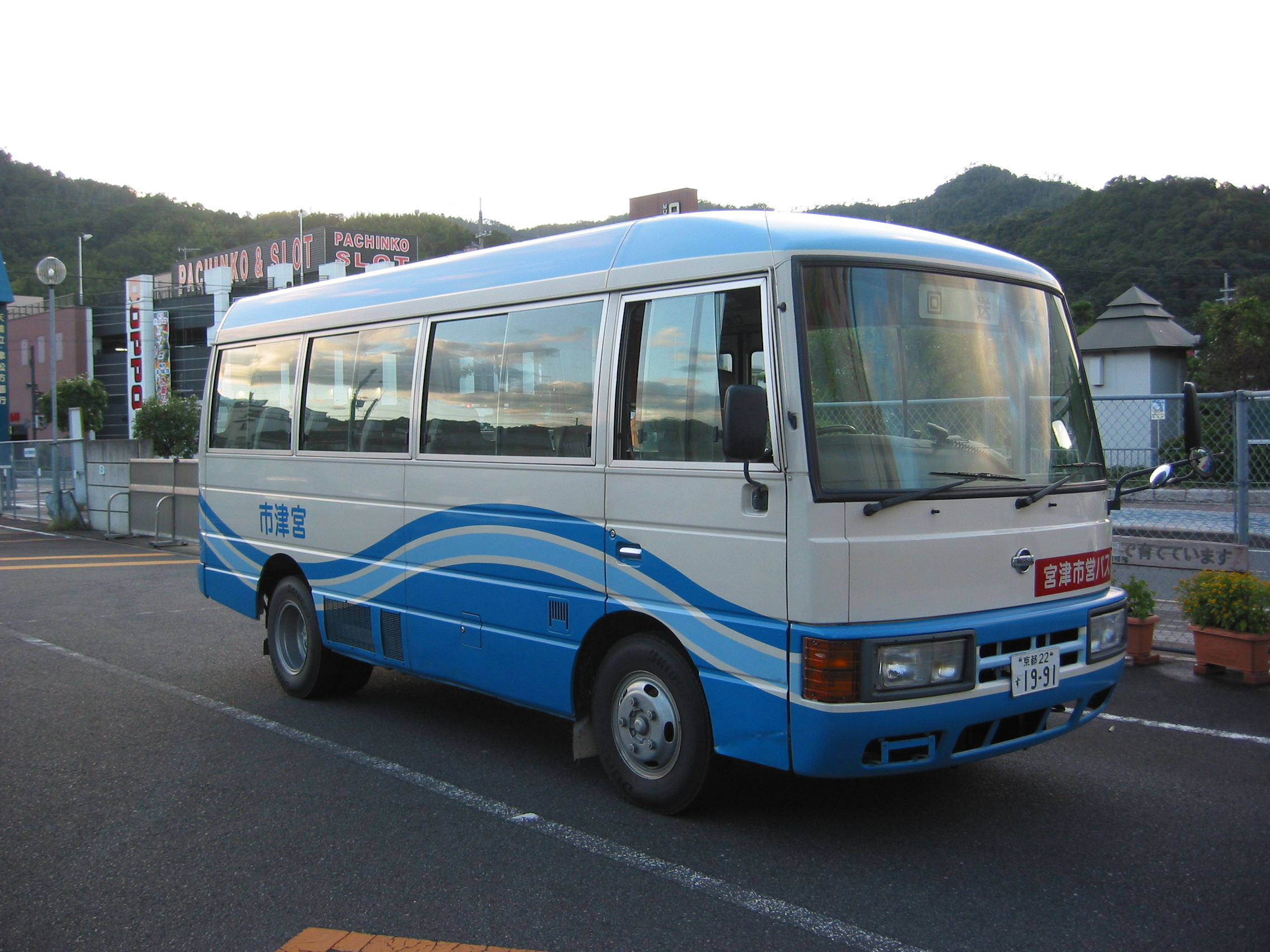
宮津市代替バスの車両（2006年）

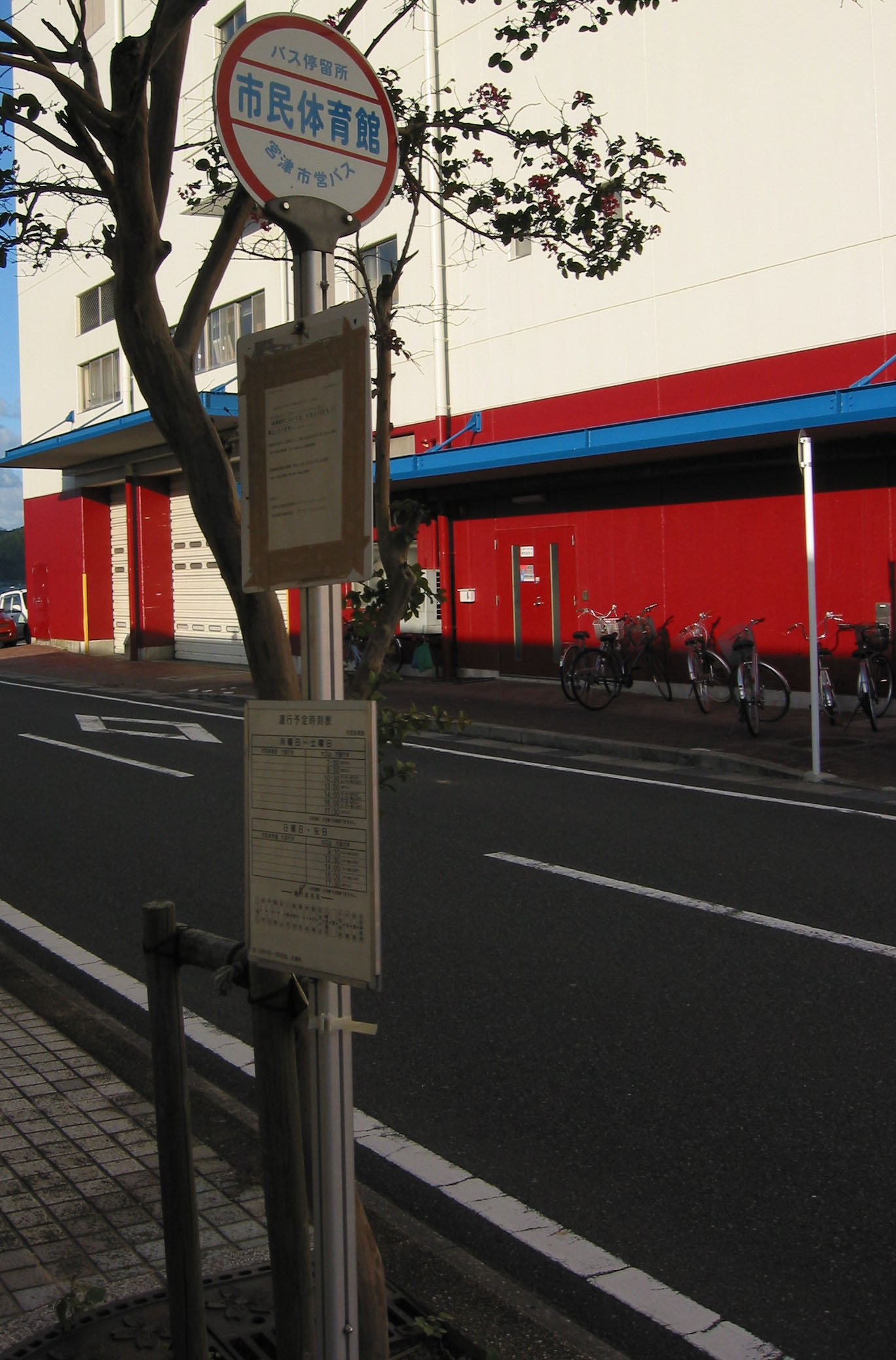
宮津市代替バスのバス停

宮津市代替バス（みやづしだいたいバス）は、京都府宮津市がかつて運行していた廃止代替バスである。
運行形態は、自家用自動車（白ナンバー車）による有償運送だった。運行は宮津市直営ではなく、上宮津バス運行協議会に委託していた。

## 概要
- 京都交通の路線廃止による代替として、運行を開始した[1]。
- 年末年始（12月31日 - 1月3日）は運休だった。

## 沿革
- 1989年12月 宮津市代替バス運行開始（浜町 - 中の茶屋間）。[2]
- 2006年9月30日 路線廃止。翌日より丹後海陸交通の受託運行による上宮津線（21条バス）に移行した[3]。

## 路線
以下1路線があった（1993年4月1日現在、全バス停記載）。
- 市民体育館 - 宮津駅 - 大手橋 - 小学校前 - 京口橋 - 八幡出合 - 百合が丘 - 鳥が尾 - 柿ヶ成 - 喜多 - 盛林寺 - 小香河 - 金山 - 鶴亀橋 - 平石 - 岩戸（ - スキー場入口 - 中の茶屋）
  - 岩戸 - 中の茶屋間は第2・第4火曜のみ運行だった。

## 車両
- 日産・シビリアン1台を使用していた。